# آبکاری الکترولیتی نیکل
آبکاری الکترولیتی نیکل روشی برای آبکاری یک لایهٔ نازک نیکل بر روی یک جسم فلزی است. لایهٔ نیکل می‌تواند تزئینی باشد، مقاومت در برابر سایش یا خوردگی ایجاد کند یا در ساخت قطعات فرسوده یا کم اندازه برای بازیابی استفاده شود. در این فرایند، اتصال الکتریکی بین شی رویان و الکترود نیکلی برقرار می‌شود و جریان الکتریکی از محلول نیکل، به الکترود نیکلی و سپس به شی رویان می‌رسد.
آبکاری نیکل فرآیندی است که نیکل را بر روی یک قطعه فلزی رسوب می‌دهند. قبل از شروع آبکاری قطعاتی که قرار است آبکاری شوند باید تمیز و عاری از خاک، خوردگی و نقص باشند. برای تمیز کردن و محافظت از قطعه در طول فرایند آبکاری، ترکیبی از عملیات حرارتی، تمیز کردن، ماسک کردن و قلمزنی ممکن است استفاده شود. هنگامی که قطعه آماده شد در محلول الکترولیت غوطه‌ور می‌شود و به عنوان کاتد استفاده می‌شود. آند نیکل در الکترولیت حل می‌شود تا یون‌های نیکل (Ni2+) را تشکیل دهد. درست مانند سایر فرآیندهای رسوب الکتریکی، یون‌ها از طریق محلول عبور می‌کنند و روی کاتد رسوب می‌کنند.
راندمان آند برای انحلال نیکل نزدیک به ۱۰۰٪ است، مگر اینکه به دلیل مشکلاتی در فرایند آند منفعل شود که بازده آن در نتیجه ۰ خواهد بود. راندمان کاتد به فرایند بستگی دارد و بین ۹۰ تا ۹۷ درصد متغیر است. به دلیل این عدم تطابق، در حین آبکاری، غلظت نیکل در محلول و همچنین pH به آرامی افزایش می‌یابند. فرایند بسته به چگالی جریان و ضخامت مورد نظر آبکاری از یک دقیقه تا یک ساعت طول می‌کشد.

## تاریخچه
آبکاری نیکل در نیمه اول قرن نوزدهم با آزمایش‌های قابل توجه گلدینگ برد (۱۸۳۷) و ثبت اختراع نیترات نیکل توسط جوزف شور (۱۸۴۰) انجام شد، توسعه یافت.

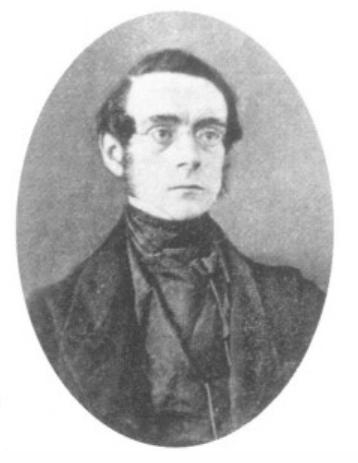
گلدینگ برگ در ۱۸۴۰

اولین روش کابردی، محلول آبی از نیکل و سولفات آمونیوم، توسط بوتگر در سال ۱۸۴۳ اختراع شد و به مدت ۷۰ سال مورد استفاده قرار گرفت. موفقیت تجاری توسط ایزاک آدامز جونیور به دست آمد که حق اختراع او برای محلول سولفات نیکل آمونیوم، در حالی که مشابه بوتگر بود، دارای pH خنثی بود که کنترل فرایند را آسانتر می‌کرد. آدامز از ۱۸۶۹ تا ۱۸۸۶ تقریباً انحصار آبکاری نیکل را در حالی در اختیار داشت که مصرف نیکل برای آبکاری به ۱۳۵ تن رسید. در ایالات متحده، رمینگتون سعی کرد از محلول نیکل آمونیوم کلرید (۱۸۶۸)، در فرایند ایجاد ساختار آند به شکل یک سبد پلاتین پر از قطعات نیکل استفاده کند، ادوارد وستون استفاده از اسید بوریک را آغاز کرد (اختراع ثبت شده). در سال ۱۸۷۸، بنکرافت به نقش کلریدها در انحلال آند پی برد (۱۹۰۶). سرانجام، الیور پی واتس در سال ۱۹۱۶ حمام واتس را تأسیس کرد، که انواعی آن هنوز به‌طور گسترده برای آبکاری تزئینی استفاده می‌شود.

## انواع

### حمام واتس

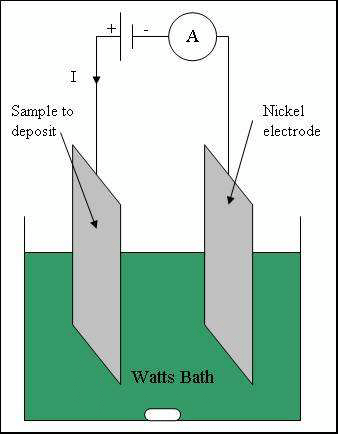
حمام واتس

حمام واتس که به نام مخترعش الیور پترسون واتس نامگذاری شده‌است، یک محلول الکترولیت آبی برای آبکاری نیکل از آند نیکل است. حمام واتس می‌تواند نیکل روشن و نیمه روشن را رسوب دهد. نیکل روشن معمولاً برای اهداف تزئینی و محافظت در برابر خوردگی استفاده می‌شود. در حالی که رسوبات نیمه روشن برای کاربردهای مهندسی استفاده می‌شوند که در آن مقاومت در برابر خوردگی، شکل‌پذیری یا رسانایی الکتریکی بالا مهم است و به درخشندگی بالایی نیاز نیست.

#### ترکیبات حمام
| نام شیمیایی  | فرمول شیمیایی | غلظت حمام در حالت روشن | غلظت حمام در حالت نیمه روشن |
| ------------ | ------------- | ---------------------- | --------------------------- |
| نیکل سولفات  | NiSO4·6H2O    | 150–300 g/L            | 225–300 g/L                 |
| نیکل کلوراید | NiCl2·6H2O    | 60–150 g/L             | 30–45 g/L                   |
| بوریک اسید   | H3BO3         | 37–52 g/L              | 37–52 g/L                   |

##### شرایط عملیاتی
- دما: ۴۵ تا ۶۵ °C
- چگالی جریان کاتدی: 2-10 A/dm2
- pH: 4.5-5

### روشن‌کننده‌ها
- براق کننده‌های حامل (مانند پاراتولوئن سولفونامید، بنزن سولفونیک اسید) با غلظت ۰٫۷۵–۲۳ گرم در لیتر. همچنین براق کننده‌های حامل حاوی گوگرد هستند که ساختار دانه ریز یکنواختی را برای آبکاری نیکل ایجاد می‌کند.[۷]
- تراز کننده‌ها یا روشن کننده‌های درجه دوم (مانند آلیل سولفونیک اسید، فرمالدئید کلرال هیدرات) در غلظت ۰٫۰۰۴۵–۰٫۱۵ گرم در لیتر، رسوب درخشانی را (در ترکیب با براق کننده‌های حامل) ایجاد می‌کنند.[۷]
- روشن کننده‌های کمکی (مانند آلیل سولفونات سدیم، پیریدینیم پروپیل سولفونات) در غلظت ۰٫۰۷۵–۳٫۸ گرم در لیتر.[۷]
- روشن کننده‌های معدنی (مانند کبالت، روی) در غلظت ۰٫۰۷۵–۳٫۸ گرم در لیتر. براق کننده‌های معدنی درخشندگی بیشتری به پوشش می‌دهند.[۷]

نوع براق کننده‌های اضافه شده و غلظت آنها، ظاهر رسوب را تعیین می‌کند: درخشان، روشن، نیمه روشن، ساتن.

### نیکل سولفامات
آبکاری نیکل سولفامات برای بسیاری از کاربردهای مهندسی مانند اصلاح ابعاد، مقاومت در برابر سایش، پوشش با راندمان بالا و حفاظت در برابر خوردگی استفاده می‌شود. به عنوان یک لایهٔ زیرین برای کروم نیز قابل استفاده است.

#### ترکیبات حمام
| نام شیمیایی   | فرمول شیمیایی | غلظت حمام   |
| ------------- | ------------- | ----------- |
| نیکل سولفامات | Ni(SO3NH2)2   | 300-450 g/L |
| نیکل کلوراید  | NiCl2·6H2O    | 0-30 g/L    |
| بوریک اسید    | H3BO3         | 30-45 g/L   |

##### شرایط عملیاتی
- دما: ۴۰ تا ۶۰ °C
- چگالی جریان کاتدی: 2-25 A/dm2
- pH: 3.5-4.5

### تمام کلوراید
محلول‌های تمام کلرید امکان رسوب پوشش‌های نیکل ضخیم را فراهم می‌کنند که با توجه به کارکرد در ولتاژ پایین قادر به این کار هستند. با این حال، رسوب تنش‌های داخلی بالایی دارد.
| نام شیمیایی  | فرمول شیمیایی | غلظت حمام    |
| ------------ | ------------- | ------------ |
| نیکل کلوراید | NiCl2·6H2O    | 30–40 oz/gal |
| بوریک اسید   | H3BO3         | 4–4.7 oz/gal |

### سولفات کلوراید
حمام سولفات-کلرید با ولتاژ کمتری نسبت به حمام واتس کار می‌کند و نرخ رسوب بالاتری را ارائه می‌دهد. تنش‌های داخلی بیشتر از حمام واتس و کمتر از حمام تمام کلرید است.
| نام شیمیایی   | فرمول شیمیایی | غلظت حمام    |
| ------------- | ------------- | ------------ |
| نیکل سولفامات | Ni(SO3NH2)2   | 20–30 oz/gal |
| نیکل کلوراید  | NiCl2·6H2O    | 20–30 oz/gal |
| بوریک اسید    | H3BO3         | 4–6 oz/gal   |

### تمام سولفات
یک محلول تمام سولفات برای رسوب الکتریکی نیکل در جایی که آندها نامحلول هستند استفاده می‌شود. برای مثال، آبکاری داخل لوله‌ها و اتصالات فولادی ممکن است به یک آند نامحلول نیاز داشته باشد.
| نام شیمیایی | فرمول شیمیایی | غلظت حمام    |
| ----------- | ------------- | ------------ |
| نیکل سولفات | NiSO4·6H2O    | 30–53 oz/gal |
| بوریک اسید  | H3BO3         | 4–6 oz/gal   |

### نیکل سخت
محلول نیکل سخت زمانی استفاده می‌شود که به استحکام کششی و رسوب سختی بالا نیاز باشد.
| نام شیمیایی     | فرمول شیمیایی | غلظت حمام |
| --------------- | ------------- | --------- |
| نیکل سولفات     | NiSO4·6H2O    | 179.7g/L  |
| آمونیوم کلوراید | NH4Cl         | 24.7 g/L  |
| بوریک اسید      | H3BO3         | 29.96 g/L |

### نیکل سیاه

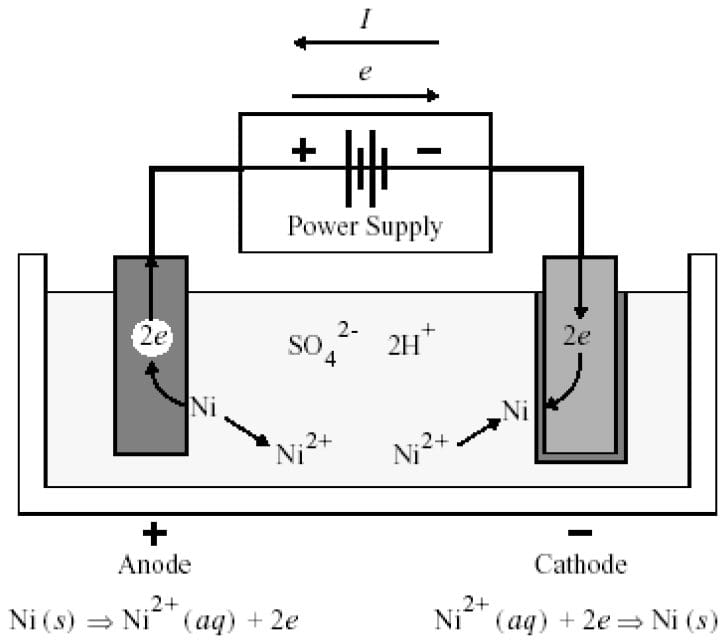
نمایش شماتیک فرایند آبکاری الکترولیتی نیکل

نیکل سیاه پوششی تیره است که عمدتاً از نیکل، سولفید نیکل و روی فلزی تشکیل شده‌است. معمولاً روی برنج، برنز یا فولاد به منظور ایجاد سطحی غیر بازتابنده آبکاری می‌شود. این نوع آبکاری برای مصارف تزئینی و نظامی استفاده می‌شود و محافظت چندانی ندارد.
| نام شیمیایی         | فرمول شیمیایی        | غلظت حمام  |
| ------------------- | -------------------- | ---------- |
| نیکل آمونیوم سولفات | NiSO4·(NH4)2SO4·6H2O | 8 oz/gal   |
| زینک سولفات         | ZnSO4                | 1.0 oz/gal |
| سدیم تیوسیانات      | NaCNS                | 2 oz/gal   |

## کاربردها

### پوشش تزئینی
نیکل روشن تزئینی در طیف گسترده‌ای از کاربردها استفاده می‌شود. این پوشش درخشندگی بالا، محافظت در برابر خوردگی و مقاومت در برابر سایش را ارائه می‌دهد. در صنعت خودرو، نیکل روشن را می‌توان در سپرها، رینگ‌ها، لوله‌های اگزوز و تزئینات یافت. همچنین روی دوچرخه و موتور سیکلت استفاده می‌شود. کاربردهای دیگر عبارتند از ابزار دستی و وسایل خانگی مانند وسایل روشنایی و لوله‌کشی، قفسه‌های سیمی، سلاح گرم و لوازم خانگی.
فناوری پوشش مدرن باعث می‌شود که نیکل رسوب‌شده به صورت آینه‌ای روشن و بدون نیاز به پولیش به نظر برسد. کاربردهای چند لایه اغلب برای بهبود مقاومت به خوردگی فولاد پوشش‌داده‌شده، روی، مس، آلومینیوم و سایر فلزات استفاده می‌شود. به منظور جلوگیری از کدر شدن، نیکل آبکاری شده تزئینی معمولاً با لایه نازکی از کروم پوشانده می‌شود.

### کاربردهای مهندسی

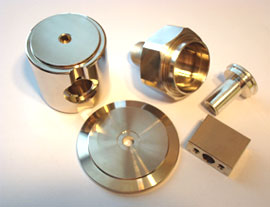
قطعات الکترولیز شده.

نیکل مهندسی در جایی استفاده می‌شود که روشنایی مورد نظر نباشد. کاربردهای غیر تزئینی محافظت در برابر سایش و خوردگی و همچنین تجمعات کم استرس برای بازیابی ابعادی را فراهم می‌کنند. نیکل یا آلیاژهای نیکل معمولاً دارای روکش مات هستند. این روش را می‌توان برای ساخت پوشش‌های مقاوم به سایش نانوکامپوزیت استفاده کرد.
الکتروفرمینگ نیکل دارای آبکاری نیکل است که برای ساخت محصولات نیکل استفاده می‌شود. به عنوان مثال، نیکل را می‌توان روی یک سنبه رسوب کرد و سپس آن را بلند کرد و یک قسمت فقط نیکل ایجاد کرد.

## فواید
معمول است که از آبکاری نیکل به دلایل یا مصارف مختلفی از جمله استفاده شود:
- مقاومت در برابر خوردگی: آبکاری نیکل با پوششی که از فلز پایه محافظت می‌کند در برابر اکسید شدن و زنگ زدگی محافظت می‌کند.[۱۰]
- قابلیت لحیم کاری: آبکاری به شما امکان می‌دهد فلزات سخت را لحیم کاری کنید.[۱۰]
- دوام: قطعات و ابزارهای مکانیکی اغلب از افزایش سختی بهره می‌برند که باعث دوام و دوام بیشتر آنها می‌شود. آبکاری‌های ضخیم‌تر اغلب می‌توانند یک جسم را مغناطیسی کنند.[۱۰]
- اهداف تزئینی: رنگ‌ها و رنگ‌های متنوع می‌تواند ظاهری زیبا به یک شی بدهد. از فولاد ضدزنگ برس خورده گرفته تا مشکی متالیک، طیف گسترده‌ای از گزینه‌ها وجود دارد که نیکل را برای بسیاری از صنایع جذاب می‌کند.[۱۰]